# Капито, Шелли Мур
Шелли Уэллонс Мур Капито (англ. Shelley Wellons Moore Capito; 23 ноября 1953, Глен-Дейл, Западная Виргиния) — американский политик, член Республиканской партии. Она представляла 2-й округ Западной Виргинии Палаты представителей с 2001 по 2015 гг., сенатор США с 2015 г. Капито стала первой женщиной, избранной в Сенат США от Западной Вирджинии.

## Биография
В 1975 г. получила степень бакалавра в области зоологии в Университете Дюка, а в 1976 — магистра образования в Виргинском университете. В начале своей карьеры Капито была карьерным консультантом в Университете Западной Вирджинии.
Она была членом Палаты делегатов Западной Виргинии, нижней палаты законодательного собрания штата, с 1997 по 2001 гг.
После выборов 2016 года считалась одним из главных претендентов на пост вице-президента, после избрания Дональда Трампа. Однако выбор был сделан в пользу Майка Пенса.
Капито замужем, у пары есть трое детей.